# Михаил (Малаханов)
Епи́скоп Михаи́л (в миру Вита́лий Леони́дович Малаха́нов; 24 ноября 1973, Снежное) — иерарх Русской православной церкви,  епископ Югорский и Няганский. Родной брат архиепископа Петропавловского и Камчатского Феодора (Малаханова).

## Биография
Родился 24 ноября 1973 года в городе Снежно́е Донецкой области УССР. Крещён в младенчестве.
По окончании школы № 5 города Снежное в 1993 году поступил в Запорожский электротехнический колледж (специальность «Машиностроение/технолог-менеджер»), который окончил в 1995 году. В 2000—2003 году учился в Московском социально-экономическом университете (специальность «Маркетинг/маркетолог»). Был женат.
В 2010—2013 годы — главный редактор епархиального сайта «Православная Камчатка». С 2011 года — главный редактор епархиальной газеты «Наша Камчатка».
23 июня 2013 года в Троицком кафедральном соборе города Петропавловска-Камчатского епископом Петропавловским и Камчатским Артемием (Снигуром) рукоположен в сан диакона, 8 сентября 2013 года — в сан пресвитера.
С 2013 года — настоятель храма иконы Божией Матери «Живоносный Источник» на термальных водах посёлка Паратунка Камчатского края, храма святителя Николая Чудотворца села Устьевое, храма Казанской иконы Божией Матери посёлка Соболево. В 2013 году назначен руководителем отдела религиозного образования и катехизации Петропавловской и Камчатской епархии, благочинным Юго-Западного церковного округа Петропавловской и Камчатской епархии. В январе 2019 года назначен секретарём епархиального управления Петропавловской и Камчатской епархии.
7 апреля 2019 года в нижнем храме строящегося Камчатского морского собора Пантелеимоновом мужском монастыре в Петропавловске-Камчатском архиепископом Петропавловским и Камчатским Феодором (Малахановым) пострижен в монашество с наречением имени Михаил в честь Архангела Михаила.
В 2019—2021 года учился в Московской духовной академии на бакалавриате отделения заочного обучения (перевод из Перервинской духовной семинарии). В 2024 году поступил на заочное отделение магистратуры Московской духовной академии.

### Архиерейство
25 июля 2024 года решением Священного синода РПЦ избран епископом Югорским и Няганским.
9 августа 2024 года в храме великомученика Пантелеимона Пантелеимонова мужского монастыря города Петропавловска-Камчатского архиепископом Петропавловским и Камчатским Феодором (Малахановым) возведен в сан архимандрита.
18 августа 2024 года в Тронном зале Храма Христа Спасителя города Москвы наречён во епископа Югорского и Няганского.
6 сентября 2024 года в Патриаршем Успенском соборе Московского Кремля хиротонисан во епископа Югорского и Няганского. Хиротонию сорвершили: Патриарх Московский и всея Руси Кирилл, митрополит Воскресенский Григорий (Петров), митрополит Ханты-Мансийский и Сургутский Павел (Фокин), епископ Арсеньевский и Дальнегорский Гурий (Фёдоров), епископ Балашихинский и Орехово-Зуевский Николай (Погребняк), епископ Нижнетагильский и Невьянский Феодосий (Чащин), епископ Раменский Алексий (Туриков).